# Pseudoperipatus
Pseudoperipatus — моновидовий викопний рід кільчастих линяючих червів, відомий лише за задньою частиною тіла та єдиним зразком. Ця істота жила в кембрійському періоді й належить до знаменитої фауни сланців Берджес. Описаний 2014 року. Решток передньої частини тіла не знайдено. Довжина частини, що збереглася, становить 60 мм, максимальна ширина — 14 мм, але з врахуванням розплющеності зразка ширина тіла живого черв'яка була меншою — приблизно 9 мм. Для палеосколецид такі розміри та пропорції доволі типові.
Тіло Pseudoperipatus має добре виражену кільчастість (на частині, що збереглася, налічується близько 90 кілець). Найпримітніша особливість тварини — роздвоєність заднього кінця: він має два вирости, на кінцях яких знаходяться кігтики, схожі на кігтики деяких інших древніх Ecdysozoa та сучасних оніхофор. На честь найвідомішого представника останніх, Peripatus, цей рід і отримав назву (проте автори підкреслюють, що ця назва не виражає жодних гіпотез про спорідненість цих істот).